# آکادمی صنعتی (مسکو)
آکادمی صنعتی ( روسی: Промакадемия) یک موسسه آموزشی بود که از سال ۱۹۴۱ تا ۱۹۲۵ در مسکو فعالیت می کرد. همچنین شعبه هایی در لنینگراد (از ۱۹۲۹) و یکاترینبورگ (از ۱۹۳۱) داشت.
آکادمی صنعتی به عنوان «زمینه مدیریت اقتصادی عمومی و همچنین یک تخصص فنی را برای دانشجویان خود فراهم کند» معرفی شده بود  - «آموزشگاهی برای مدیران». نخستین دانشجویان در سال ۱۹۳۰ فارغ التحصیل شدند  بسیاری از نومنکلاتورهای شوروی دوره استالین در دهه ۱۹۳۰ از آکادمی فارغ التحصیل شدند. اگرچه رسماً به عنوان یک موسسه آموزش عالی در نظر گرفته می شد، آکادمی صنعتی در واقع تحصیلات متوسطه و همچنین دانش فنی مورد نیاز برای کار در صنعت را ارائه داد. با گذشت سالها، آکادمی صنعتی نامهای لازار کاگانویچ ، ویاچسلاو مولوتوف و سرانجام ژوزف استالین را به خود اختصاص داد. در ژوئیه ۱۹۴۱، با تصمیم کمیته دفاع دولتی ، آکادمی صنعتی منحل شد.

## فارغ التحصیلان سرشناس
- نادژدا الیلویوا
- الکسی استاخانوف

نیکیتا خروشچف با وجود ثبت نام در آکادمی اما فارغ التحصیل نشد. او بعداً منشی حزب آکادمی شد و سپس رهبر حزب در ناحیه باومن، محل آکادمی شد.